# Ascogaster acrocercophaga
Ascogaster acrocercophaga är en stekelart som beskrevs av Shuja-uddin och Varshney 1997. Ascogaster acrocercophaga ingår i släktet Ascogaster och familjen bracksteklar. Inga underarter finns listade.